# Phyllodistomum mirandae
Phyllodistomum mirandae är en plattmaskart. Phyllodistomum mirandae ingår i släktet Phyllodistomum och familjen Gorgoderidae. Inga underarter finns listade i Catalogue of Life.